# Обобщённое гиперболическое распределение
Обобщённое гиперболическое распределение — непрерывное вероятностное распределение, определяемое как дисперсионно-сдвиговая смесь нормальных законов со смешивающей плотностью обобщённого обратного гауссова распределения. Является довольно обширным классом распределений, за счёт манипуляции пятью параметрами включает в себя распределение Стьюдента, распределение Лапласа, гиперболическое распределение и распределение variance-gamma:
- {\displaystyle X\sim \mathrm {GH} (-{\frac {\nu }{2}},0,0,{\sqrt {\nu }},\mu )} имеет распределение Стьюдента с {\displaystyle \nu } степенями свободы;
- {\displaystyle X\sim \mathrm {GH} (1,\alpha ,\beta ,\delta ,\mu )} имеет гиперболическое распределение;
- {\displaystyle X\sim \mathrm {GH} (-1/2,\alpha ,\beta ,\delta ,\mu )} имеет нормальное-обратное гаусово распределение;
- {\displaystyle X\sim \mathrm {GH} (?,?,?,?,?)} имеет нормальное-обратное хи-квадарат-распределение[уточнить];
- {\displaystyle X\sim \mathrm {GH} (?,?,?,?,?)} имеет нормальное-обратное гамма распределение[уточнить];
- {\displaystyle X\sim \mathrm {GH} (\lambda ,\alpha ,\beta ,0,\mu )} имеет распределение variance-gamma.